# Classificação das brasileiras no Miss Universo
Neste artigo, a lista de todas as brasileiras que disputaram o Miss Universo e suas respectivas classificações. O país começou a participar do evento em 1954 com a baiana Martha Rocha. Em 1990, problemas com a organização (na época sob responsabilidade do SBT) tiraram o país da edição que foi realizada em Los Angeles, Estados Unidos. Até o momento, o Brasil teve duas coroas, em 1963 e em 1968.

## Classificação
A candidata tornou-se Miss Universo.
     A candidata parou entre as finalistas.

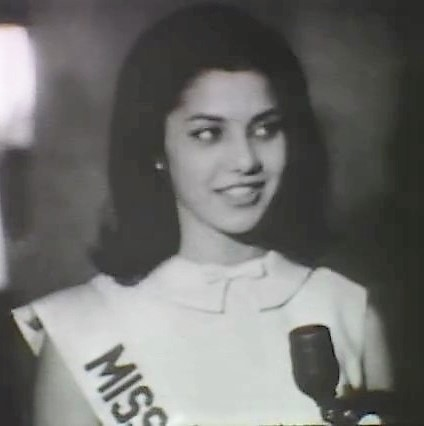
Iêda Vargas, primeira Miss Brasil a se tornar Miss Universo em 1963.

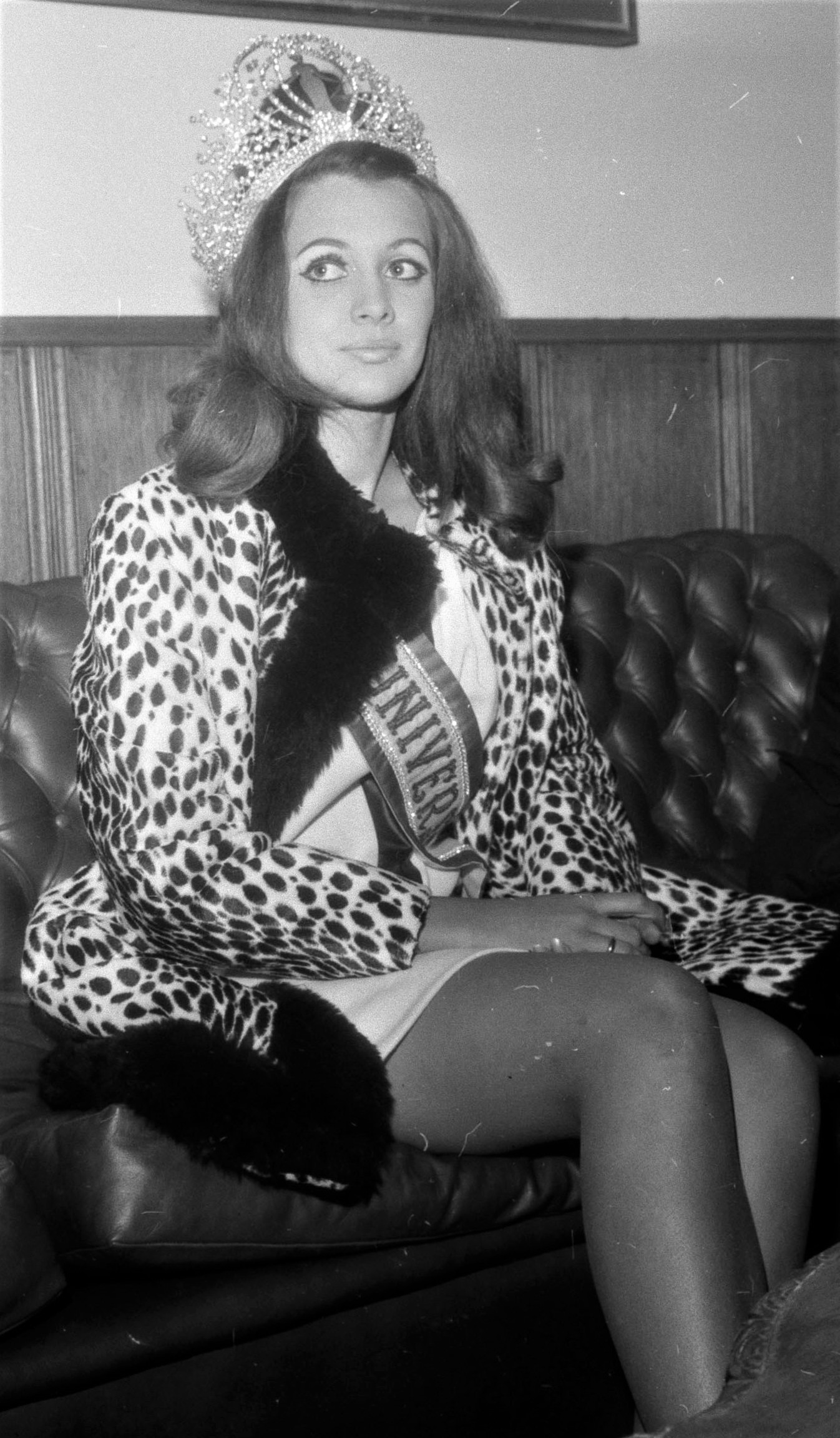
Martha Vasconcellos, segunda Miss Brasil a se tornar Miss Universo em 1968.

     A candidata parou entre as semifinalistas.
| Ano  | Part.                                                      | Vencedoras                                                 | Representação                                              | Colocação                                                  | Ref                                                        |
| ---- | ---------------------------------------------------------- | ---------------------------------------------------------- | ---------------------------------------------------------- | ---------------------------------------------------------- | ---------------------------------------------------------- |
| 2025 | 71ª                                                        | Gabriela Lacerda                                           | Piauí                                                      | TBD                                                        | [ 3 ]                                                      |
| 2024 | 70ª                                                        | Luana Cavalcante                                           | Pernambuco                                                 |                                                            | [ 4 ]                                                      |
| 2023 | 69ª                                                        | Maria Brechane                                             | Rio Grande do Sul                                          |                                                            | [ 5 ]                                                      |
| 2022 | 68ª                                                        | Mia Mamede                                                 | Espírito Santo                                             |                                                            | [ 6 ]                                                      |
| 2021 | 67ª                                                        | Teresa Santos                                              | Ceará                                                      |                                                            | [ 7 ]                                                      |
| 2020 | 66ª                                                        | Júlia Gama                                                 | Rio Grande do Sul                                          | 2º. Lugar                                                  | [ 8 ]                                                      |
| 2019 | 65ª                                                        | Júlia Horta                                                | Minas Gerais                                               | Semifinalista (Top 20)                                     | [ 9 ]                                                      |
| 2018 | 64ª                                                        | Mayra Dias                                                 | Amazonas                                                   | Semifinalista (Top 20)                                     | [ 10 ]                                                     |
| 2017 | 63ª                                                        | Monalysa Alcântara                                         | Piauí                                                      | Semifinalista (Top 10)                                     | [ 11 ]                                                     |
| 2016 | 62ª                                                        | Raissa Santana                                             | Paraná                                                     | Semifinalista (Top 13)                                     | [ 12 ]                                                     |
| 2015 | 61ª                                                        | Marthina Brandt                                            | Rio Grande do Sul                                          | Semifinalista (Top 15)                                     | [ 13 ]                                                     |
| 2014 | 60ª                                                        | Melissa Gurgel                                             | Ceará                                                      | Semifinalista (Top 15)                                     | [ 14 ]                                                     |
| 2013 | 59ª                                                        | Jakelyne Oliveira                                          | Mato Grosso                                                | 5º. Lugar                                                  | [ 15 ]                                                     |
| 2012 | 58ª                                                        | Gabriela Markus                                            | Rio Grande do Sul                                          | 5º. Lugar                                                  | [ 16 ]                                                     |
| 2011 | 57ª                                                        | Priscila Machado                                           | Rio Grande do Sul                                          | 3º. Lugar                                                  | [ 17 ]                                                     |
| 2010 | 56ª                                                        | Débora Lyra                                                | Minas Gerais                                               |                                                            | [ 18 ]                                                     |
| 2009 | 55ª                                                        | Larissa Costa                                              | Rio Grande do Norte                                        |                                                            | [ 19 ]                                                     |
| 2008 | 54ª                                                        | Natálya Anderle                                            | Rio Grande do Sul                                          |                                                            | [ 20 ]                                                     |
| 2007 | 53ª                                                        | Natália Guimarães                                          | Minas Gerais                                               | 2º. Lugar                                                  | [ 21 ]                                                     |
| 2006 | 52ª                                                        | Rafaela Zanella                                            | Rio Grande do Sul                                          | Semifinalista (Top 20)                                     | [ 22 ]                                                     |
| 2005 | 51ª                                                        | Carina Beduschi                                            | Santa Catarina                                             |                                                            | [ 23 ]                                                     |
| 2004 | 50ª                                                        | Fabiane Niclotti                                           | Rio Grande do Sul                                          |                                                            | [ 24 ]                                                     |
| 2003 | 49ª                                                        | Gislaine Ferreira                                          | Tocantins                                                  | Semifinalista (Top 10)                                     | [ 25 ]                                                     |
| 2002 | 48ª                                                        | Joseane Oliveira                                           | Rio Grande do Sul                                          |                                                            | [ 26 ]                                                     |
| 2001 | 47ª                                                        | Juliana Borges                                             | Rio Grande do Sul                                          |                                                            | [ 27 ]                                                     |
| 2000 | 46ª                                                        | Josiane Kruliskoski                                        | Mato Grosso                                                |                                                            | [ 28 ]                                                     |
| 1999 | 45ª                                                        | Renata Fan                                                 | Rio Grande do Sul                                          |                                                            | [ 29 ]                                                     |
| 1998 | 44ª                                                        | Michella Marchi                                            | Mato Grosso do Sul                                         | Semifinalista (Top 10)                                     | [ 30 ]                                                     |
| 1997 | 43ª                                                        | Nayla Micherif                                             | Minas Gerais                                               | 56º. Lugar                                                 | [ 31 ]                                                     |
| 1996 | 42ª                                                        | Joana Parizotto                                            | Paraná                                                     | 19º. Lugar                                                 | [ 32 ]                                                     |
| 1995 | 41ª                                                        | Renata Bessa                                               | Minas Gerais                                               | 48º. Lugar                                                 | [ 33 ]                                                     |
| 1994 | 40ª                                                        | Valéria Peris                                              | São Paulo                                                  | 18º. Lugar                                                 | [ 34 ]                                                     |
| 1993 | 39ª                                                        | Leila Schuster                                             | Rio Grande do Sul                                          | Semifinalista (Top 10)                                     | [ 35 ]                                                     |
| 1992 | 38ª                                                        | Carolina Otto                                              | Paraná                                                     | 37º. Lugar                                                 | [ 36 ]                                                     |
| 1991 | 37ª                                                        | Patrícia Godói                                             | São Paulo                                                  | 11º. Lugar                                                 | [ 37 ]                                                     |
| 1990 | Não houve concurso de Miss Brasil em 1990.                 | Não houve concurso de Miss Brasil em 1990.                 | Não houve concurso de Miss Brasil em 1990.                 | Não houve concurso de Miss Brasil em 1990.                 | Não houve concurso de Miss Brasil em 1990.                 |
| 1989 | 36ª                                                        | Flávia Cavalcante                                          | Ceará                                                      |                                                            | [ 38 ]                                                     |
| 1988 | 35ª                                                        | Isabel Beduschi                                            | Santa Catarina                                             |                                                            | [ 39 ]                                                     |
| 1987 | 34ª                                                        | Jacqueline Meirelles                                       | Distrito Federal                                           |                                                            | [ 40 ]                                                     |
| 1986 | 33ª                                                        | Deise Nunes                                                | Rio Grande do Sul                                          | Semifinalista (Top 10)                                     | [ 41 ]                                                     |
| 1985 | 32ª                                                        | Márcia Gabrielle                                           | Mato Grosso                                                | Semifinalista (Top 10)                                     | [ 42 ]                                                     |
| 1984 | 31ª                                                        | Ana Elisa Flores                                           | São Paulo                                                  |                                                            | [ 43 ]                                                     |
| 1983 | 30ª                                                        | Marisa Coelho                                              | Minas Gerais                                               |                                                            | [ 44 ]                                                     |
| 1982 | 29ª                                                        | Celice Marques                                             | Pará                                                       | Semifinalista (Top 12)                                     | [ 45 ]                                                     |
| 1981 | 28ª                                                        | Adriana Alves                                              | Rio de Janeiro                                             | 4º. Lugar                                                  | [ 46 ]                                                     |
| 1980 | 27ª                                                        | Eveline Schroeter                                          | Rio de Janeiro                                             |                                                            | [ 47 ]                                                     |
| 1979 | 26ª                                                        | Marta Jussara                                              | Rio Grande do Norte                                        | 4º. Lugar                                                  | [ 48 ]                                                     |
| 1978 | 25ª                                                        | Suzana Araújo                                              | Minas Gerais                                               |                                                            | [ 49 ]                                                     |
| 1977 | 24ª                                                        | Cássia Janys                                               | São Paulo                                                  |                                                            | [ 50 ]                                                     |
| 1976 | 23ª                                                        | Kátia Moretto                                              | São Paulo                                                  |                                                            | [ 51 ]                                                     |
| 1975 | 22ª                                                        | Ingrid Budag                                               | Santa Catarina                                             | Semifinalista (Top 12)                                     | [ 52 ]                                                     |
| 1974 | 21ª                                                        | Sandra Guimarães                                           | São Paulo                                                  |                                                            | [ 53 ]                                                     |
| 1973 | 20ª                                                        | Sandra Ferreira                                            | São Paulo                                                  | Semifinalista (Top 12)                                     | [ 54 ]                                                     |
| 1972 | 19ª                                                        | Rejane Goulart                                             | Rio Grande do Sul                                          | 2º. Lugar                                                  | [ 55 ]                                                     |
| 1971 | 18ª                                                        | Eliane Guimarães                                           | Minas Gerais                                               | 5º. Lugar                                                  | [ 56 ]                                                     |
| 1970 | 17ª                                                        | Eliane Thompson                                            | Guanabara                                                  | Semifinalista (Top 15)                                     | [ 57 ]                                                     |
| 1969 | 16ª                                                        | Vera Fischer                                               | Santa Catarina                                             | Semifinalista (Top 15)                                     | [ 58 ]                                                     |
| 1968 | 15ª                                                        | Martha Vasconcellos                                        | Bahia                                                      | MISS UNIVERSO 1968                                         | [ 59 ]                                                     |
| 1967 | 14ª                                                        | Carmen Ramasco                                             | São Paulo                                                  | Semifinalista (Top 15)                                     | [ 60 ]                                                     |
| 1966 | 13ª                                                        | Ana Cristina Ridzi                                         | Guanabara                                                  |                                                            | [ 61 ]                                                     |
| 1965 | 12ª                                                        | Raquel Andrade                                             | Guanabara                                                  | Semifinalista (Top 15)                                     | [ 62 ]                                                     |
| 1964 | 11ª                                                        | Ângela Vasconcelos                                         | Paraná                                                     | Semifinalista (Top 15)                                     | [ 63 ]                                                     |
| 1963 | 10ª                                                        | Iêda Maria Vargas                                          | Rio Grande do Sul                                          | MISS UNIVERSO 1963                                         | [ 64 ]                                                     |
| 1962 | 9ª                                                         | Olívia Rebouças                                            | Bahia                                                      | 5º. Lugar                                                  | [ 65 ]                                                     |
| 1961 | 8ª                                                         | Staël Abelha                                               | Minas Gerais                                               |                                                            | [ 66 ]                                                     |
| 1960 | 7ª                                                         | Jean MacPherson                                            | Guanabara                                                  | Semifinalista (Top 15)                                     | [ 67 ]                                                     |
| 1959 | 6ª                                                         | Vera Ribeiro                                               | Distrito Federal                                           | 5º. Lugar                                                  | [ 68 ]                                                     |
| 1958 | 5ª                                                         | Adalgisa Colombo                                           | Distrito Federal                                           | 2º. Lugar                                                  | [ 69 ]                                                     |
| 1957 | 4ª                                                         | Terezinha Morango                                          | Amazonas                                                   | 2º. Lugar                                                  | [ 70 ]                                                     |
| 1956 | 3ª                                                         | Maria José Cardoso                                         | Rio Grande do Sul                                          | Semifinalista (Top 15)                                     | [ 71 ]                                                     |
| 1955 | 2ª                                                         | Emília Correa Lima                                         | Ceará                                                      | Semifinalista (Top 15)                                     | [ 72 ]                                                     |
| 1954 | 1ª                                                         | Martha Rocha                                               | Bahia                                                      | 2º. Lugar                                                  | [ 73 ]                                                     |
| 1953 | O Brasil começou a participar do concurso somente em 1954. | O Brasil começou a participar do concurso somente em 1954. | O Brasil começou a participar do concurso somente em 1954. | O Brasil começou a participar do concurso somente em 1954. | O Brasil começou a participar do concurso somente em 1954. |
| 1952 | O Brasil começou a participar do concurso somente em 1954. | O Brasil começou a participar do concurso somente em 1954. | O Brasil começou a participar do concurso somente em 1954. | O Brasil começou a participar do concurso somente em 1954. | O Brasil começou a participar do concurso somente em 1954. |

## Tabela de classificação
A performance das brasileiras no concurso Miss Universo:
| Classificação final | Performance |
| ------------------- | ----------- |
| Miss Universo       | 2           |
| 2º. Lugar           | 6           |
| 3º. Lugar           | 1           |
| 4º. Lugar           | 2           |
| 5º. Lugar           | 5           |
| Semifinalista       | 23          |
| Total               | 39          |
| Participação        | 68 de 71    |

### Prêmios especiais
- Garota Mais Popular: Martha Rocha (1954)
- Top 10 - Melhor em Traje de Banho: Vera Fischer (1969)  ·  Eliane Thompson (1970)  ·  Eliane Guimarães (1971)
- Top 15 - Melhor em Traje de Banho: Carmen Ramasco (1967)  ·  Martha Vasconcellos (1968)
- Melhor Traje Típico: Carmen Ramasco (1967)  ·  Adriana Alves (1981)  ·  Jacqueline Meirelles (1987)  ·  Flávia Cavalcanti (1989)